# Pakeha lobata
Pakeha lobata là một loài nhện trong họ Amaurobiidae.
Loài này thuộc chi Pakeha. Pakeha lobata được miêu tả năm 1973 bởi Raymond Robert Forster & Wilton.